# Jean Charles du Cauzé de Nazelle
Jean Charles du Cauzé de Nazelle, né en 1649, est un militaire français.

## Biographie
Jean Charles du Cauzé de Nazelle, est né en 1649, dans la province de Guyenne dans sa terre, près de Caudecoste en Agenois. Il se rend à Paris et s'enrôle comme mousquetaire du Roi, Il loge à Picpus dans la pension tenue par le philosophe Franciscus van den Enden, maître renommé enseignant également le latin et les langues anciennes.
Du Cauzé de Nazelle s'étonne du ballet de mystérieux et puissants seigneurs, qui s'y retrouvent de nuit et avec mille précautions. C'est un complot qui se prépare contre Louis XIV, ourdi par le Chevalier de Rohan, le sieur de Latréaumont et la marquise de Villars.
Latréaumont et Rohan cherchaient à soulever la Normandie avec l'appui des Anglais et des Hollandais, qui devaient débarquer à Quillebeuf et l'aider à déposer le Roi. Van den Enden entretenait les liens avec les Hollandais et correspondait avec eux en langage codé par des annonces imprimées dans la Gazette de Paris. Par ailleurs, il avait rédigé la constitution du gouvernement républicain qui aurait succédé au roi.
Jean Charles du Cauzé de Nazelle prévint le ministre Louvois le 31 août 1674. Le roi fait arrêter Rohan à la sortie de la messe du château de Versailles par Monsieur de Brissac, sous les ordres de Gabriel Nicolas de La Reynie et le fait enfermer à la Bastille. Latréaumont est tué lors de son arrestation en septembre 1674. Après jugement, Van den Enden est pendu en novembre 1674, et la marquise de Villars, décapitée avec Rohan et le chevalier des Préaux à la même période.
Il figure dans le roman historique Latréaumont d'Eugène Sue sous le nom Jerôme du Cauzé de Nazelle.

## Publication
- Mémoires du temps de Louis XIV, éd. Ernest Daudet, Paris, Plon, 1899[1].